# Zuring
Zuring (Rumex) is een geslacht van meest overblijvende, kruidachtige planten uit de duizendknoopfamilie (Polygonaceae). De ongeveer tweehonderd soorten komen van nature voornamelijk voor in de gematigde streken van het noordelijk halfrond, maar zijn wereldwijd geïntroduceerd.
Zuring groeit meestal op zure grond. De herkomst van de naam heeft ook met het woord "zuur" te maken. De soorten worden vaak beschouwd als onkruid. Sommige soorten, zoals de veldzuring, hebben echter eetbare bladeren die in salades gebruikt worden. Ook vormt veldzuring het hoofdbestanddeel van paling in 't groen.
De planten bevatten oxaalzuur. Hierdoor kunnen ze bij consumptie van grote hoeveelheden aanleiding geven tot vergiftigingsverschijnselen bij herkauwers en paarden. Deze plant wordt onder andere gegeten door de zuringwants (Coreus marginatus) en bruine zuringsnuitkever (Lixus bardanae).
In Nederland komen voor:
- Bermzuring (Rumex ×pratensis)
- Bloedzuring (Rumex sanguineus)
- Geoorde zuring (Rumex thyrsiflorus)
- Goudzuring (Rumex maritimus)
- Kluwenzuring (Rumex conglomeratus)
- Krulzuring (Rumex crispus)
- Moeraszuring (Rumex palustris)
- Paardenzuring (Rumex aquaticus)
- Ridderzuring (Rumex obtusifolius)
- Schapenzuring (Rumex acetosella)
- Spaanse zuring (Rumex scutatus)
- Spinaziezuring (Rumex patientia)
- Veldzuring (Rumex acetosa)
- Waterzuring (Rumex hydrolapathum)
- Wilgzuring (Rumex triangulivalvis)